# Wiesław Wojciechowski (lekkoatleta)
Wiesław Wojciechowski (ur. 19 lutego 1960) – polski lekkoatleta, specjalizujący się w biegach średniodystansowych.

## Osiągnięcia
- Mistrzostwa Polski seniorów w lekkoatletyce
  - Lublin 1984 – brązowy medal w biegu na 800 m
- Halowe Mistrzostwa Polski seniorów w lekkoatletyce
  - Zabrze 1982 – złoty medal w biegu na 800 m
- Mistrzostwa Polski juniorów w lekkoatletyce
  - Łódź 1977 – złoty medal w biegu na 1500 m
- Halowe Mistrzostwa Polski juniorów w lekkoatletyce
  - Warszawa 1979 – złoty medal w biegu na 800 m
  - Warszawa 1978 – srebrny medal w biegu na 800 m
  - Warszawa 1977 – złoty medal w biegu na 800 m

## Rekordy życiowe
- bieg na 800 metrów
  - stadion – 1:47,44 (Lublin 1984)
- bieg na 1000 metrów
  - stadion – 2:26,88 (Grudziądz 1980)
- bieg na 1500 metrów
  - stadion – 3:44,62 (Sopot 1984)